# Hanna Paluszkiewicz
Hanna Magdalena Paluszkiewicz – polska prawniczka, karnistka, radca prawny, profesor nauk prawnych, specjalistka w zakresie postępowania karnego i prawa karnego skarbowego, profesor nadzwyczajny Uniwersytetu im. Adama Mickiewicza w Poznaniu, w latach 2018–2022 dziekan Wydziału Prawa i Administracji Uniwersytetu Zielonogórskiego, profesor w Instytucie Nauk Prawnych Uniwersytetu Szczecińskiego.

## Życiorys
Studia prawnicze ukończyła w 1986 na Wydziale Prawa i Administracji UAM. W 1997 otrzymała stopień doktora na podstawie pracy pt. Orzekanie o warunkowym umorzeniu postępowania karnego przez sąd I instancji (promotorem był Tadeusz Nowak). Habilitowała się w 2008 na podstawie rozprawy Pierwszoinstancyjne wyrokowanie merytoryczne poza rozprawą w polskim procesie karnym. 20 czerwca 2018 prezydent Andrzej Duda nadał jej tytuł profesora nauk prawnych.
Została profesorem nadzwyczajnym w Zakładzie Postępowania Karnego na Wydziale Prawa i Administracji UAM oraz kierownikiem Katedry Prawa Karnego i Postępowania Karnego Wydziału Prawa i Administracji Uniwersytetu Zielonogórskiego oraz prowadzi zajęcia w Collegium Polonicum w Słubicach. W 2022 roku została zatrudniona na stanowisku profesora w Instytucie Nauk Prawnych oraz na Wydziale Prawa i Administracji Uniwersytetu Szczecińskiego.
Jest członkiem Rady Głównej Nauki i Szkolnictwa Wyższego. Od 2012 zasiada w radzie programowej „Wojskowego Przeglądu Prawniczego”.  Od 2021 jest przewodniczącą Komisji Dyscyplinarnej ds. nauczycieli akademickich przy Radzie Głównej Nauki i Szkolnictwa Wyższego na kadencję 2021–2024. 

## Uhonorowanie
W 2016 roku została odznaczona przez Prezydenta RP Srebrnym Medalem za Długoletnią Służbę. W 2018 otrzymała nagrodę Prezydenta miasta Zielonej Góry za osiągnięcia naukowe. W 2014 została odznaczona Srebrnym Medalem za Długoletnią Służbę od rektora Uniwersytetu Zielonogórskiego, w 2019 zaś nagrodą rektora UZ za osiągnięcia dydaktyczne. W 2018 otrzymała medal Komisji Edukacji Narodowej.

## Wybrane publikacje
- Pierwszoinstancyjne wyrokowanie merytoryczne poza rozprawą w polskim procesie karnym, wyd. 2008, ISBN 978-83-7526-942-0.
- Dynamika procesu karnego. Podręcznik do konwersatoriów (red. nauk. wraz z A. Gerecką-Żołyńską), wyd. 2013, ISBN 978-83-264-4077-9.
- Sporządzanie środków odwoławczych i innych środków zaskarżenia w postępowaniu karnym i karnoskarbowym. Komentarz praktyczny wraz z orzecznictwem. Wzory pism procesowych, wyd. 2015, ISBN 978-83-255-7436-9.
- Studia z zakresu problematyki intertemporalnej w prawie karnym procesowym Warszawa 2016, s. 173, ISBN 978-83-255-8835-9[9]
- ponadto glosy do orzeczeń sądów, wprowadzenia do kodeksu postępowania karnego, opracowania dydaktyczne, rozdziały w pracach zbiorowych oraz artykuły publikowane w czasopismach prawniczych, m.in. w „Ruchu Prawniczym, Ekonomicznym i Socjologicznym”, „Palestrze” oraz „Prokuraturze i Prawie”[2]

### Monografie
1. Metodyka sporządzania środków zaskarżenia w postępowaniu karnym i karnoskarbowym. Wzory pism procesowych, Seria: Metodyki Becka, Wydawnictwo C.H. Beck, Warszawa 2022, ISBN 978-83-8291-418-4, ss. 635.
2. Katarzyna Dudka, Małgorzata  Janicz, Cezary Kulesza, Jarosław Matras, Hanna Paluszkiewicz, Barbara Skowron, Kodeks postępowania karnego. Komentarz, (red.) Katarzyna Dudka, Wolters Kluwer, wyd. III uaktualnione, Warszawa 2023, ISBN: 978-83-8328-447-7, ss. 1732.

### Rozdziały w monograficznych pracach zbiorowych w języku polskim
1. Uczestnicy postępowania dyscyplinarnego policjantów, (w:) Paluszkiewicz H., Różniak-Krzeszewska B. (red.), Uczestnicy postępowania dyscyplinarnego – status i uprawnienia, XII Seminarium Prawnicze z cyklu „Odpowiedzialność dyscyplinarna w służbach mundurowych”, Szkoła Policji w Pile, Uniwersytet SWPS 2023, ISBN 98-83-88360-98-5, s. 21–36.
2. Hanna Paluszkiewicz, Sebastian Kowalski, Warunkowe umorzenie postępowania a zbieg przestępstwa i przestępstwa skarbowego z perspektywy procesowej, (w: ) Współczesne oblicza prawa karnego, prawa wykroczeń, kryminologii i polityki kryminalnej. Księga jubileuszowa dedykowana Profesor Violetcie Konarskiej-Wrzosek; (red.) Janusz Czesław Bojarski, Natalia Daśko, Jerzy Lachowski, Tomasz Oczkowski, Agata Ziółkowska, wyd. Wolters Kluwer ,Warszawa 2023, ISBN: 978-83-8328-612-9 s. 722–740.
3. Kilka uwag o postępowaniu dyscyplinarnym wobec nauczycieli akademickich – czy jest możliwe przeprowadzanie posiedzeń i rozpraw dyscyplinarnych w trybie zdalnym (on line)? Aktualne problemy prawa dyscyplinarnego (red. R.Giętkowski), wydawnictwo Uniwersytetu Gdańskiego 2023, ISBN 978-83-8206-558-9, s. 309–322, ss. 353.

### Artykuły w języku polskim
1. Kilka uwag o modelu procedur kontrolnych w postępowaniach dyscyplinarnych nauczycieli akademickich w świetle standardów konstytucyjnych, Przegląd Prawa Konstytucyjnego 2023, nr 6 (76), DOI: 10.15804/ppk.2023.06.11, ISSN 2082-1212, s. 151–162. Tekst dostępny na stronie: https://czasopisma.marszalek.com.pl/images/ pliki/ppk/76/ppk7611.pdf
2. Glosa do wyroku NSA z 28 czerwca 2022 r. sygn. III OSK 5260/21 (aprobująca), Przegląd Policyjny 2023, Tom 152, Nr 4, DOI: 10.5604/01.3001.0054.3595, ISSN 0867-5708, s. 262–268.

### Reakcja prac zbiorowych
1. Paluszkiewicz H., Różniak-Krzeszewska B. (red.), Uczestnicy postępowania dyscyplinarnego – status i uprawnienia, XII Seminarium Prawnicze z cyklu „Odpowiedzialność dyscyplinarna w służbach mundurowych”, Szkoła Policji w Pile, Uniwersytet SWPS 2023, ISBN 98-83-88360-98-5, ss. 251.

### Podręczniki
1. Dudka K., Jasińska M., Krupa A., Nawrocki M., Osiak-Krynicka K., Paluszkiewicz H., Wróbel P., Postępowanie karne w kazusach, Wolters Kluwer, Warszawa 2024, ISBN 978-83-8358-373-0, ss. 212